# Zdravinje (miasto Kruševac)
Zdravinje (cyr. Здравиње) – wieś w Serbii, w okręgu rasińskim, w mieście Kruševac. W 2011 roku liczyła 738 mieszkańców.